# Francesco Cannito
Francesco Cannito (Milano, 25 agosto 1973) è un regista italiano.

## Biografia
Dal 2004 lavora come freelance e collabora a programmi televisivi sulle reti Rai, Sky e Mediaset.
Il suo corto Neon ha vinto l'edizione 2004 del Genova Film Festival e il premio come Miglior Corto a Venezia Circuito Off nel 2004.
Nel 2009 fonda a Milano la Diwan Film, una casa di produzione specializzata nella realizzazione di reportage e documentari su tematiche sociali, politiche ed ecologiche per il mercato televisivo internazionale.
Nel 2011, insieme con il regista algerino Lemnaouer Ahmine, dirige il film documentario La curt de l'America, che ottiene una menzione speciale alla 22ª edizione del Festival del cinema africano, d'Asia e America Latina di Milano.

## Filmografia

### Documentari
- Inshallah Beijing! (2008)
- Shooting Muhammad (2009)
- Vivamazonia (2010)
- La curt de l'America (2011)
- Il rifugio (2012)
- A Love Supreme (2013)